# アンリエット・ド・ヌヴェール
アンリエット・ド・ヌヴェール（Henriette de Nevers, 1542年10月31日 - 1601年6月24日）は、フランスのクレーヴ＝ヌヴェール公爵家の女子相続人。ヌヴェール女公（在位：1564年 - 1565年）およびルテル女伯（在位：1564年 - 1581年）。イタリアのマントヴァ公爵家の公子ルドヴィーコ（ルイ）と結婚した。アンリエット・ド・クレーヴ（Henriette de Clèves）とも呼ばれる。

## 生涯
ヌヴェール公フランソワ1世とその最初の妻でヴァンドーム公シャルルの娘であるマルグリット・ド・ブルボンの間に生まれ、フランス王アンリ2世が洗礼の代父となった。2人の妹、カトリーヌとマリーはそれぞれギーズ公アンリ1世、コンデ公アンリ1世の妻となった。また、フランス王アンリ4世とは従姉弟同士だった。1564年に弟のジャックが死ぬと、男子相続者のないヌヴェール公爵位およびルテル伯爵位を継承した。
アンリエットは王妃カトリーヌ・ド・メディシスの侍女となった。また王女マルグリットの親密な友人および腹心となった。1565年3月4日にブルボネー地方のムーランにおいて、マントヴァ公およびモンフェッラート侯フェデリーコ2世の息子で、又従兄にあたるルドヴィーコと結婚した。ルドヴィーコはパリ宮廷の一員であり、結婚に際してヌヴェール公爵位を引き継ぎ、また新たにルテル公爵位を授けられている。
アンリエットはアンジュー公フランソワの寵臣アンニバル・ド・ココーナ伯爵（Annibal de Coconas）と愛人関係になり、1574年にココーナがアンジュー公を王位に就けるための陰謀（Conjuration des Malcontents）に参加して斬首された際には、陰謀に関わっていたナバラ王妃マルグリットとともに陰謀参加者たちの首をさらし台から盗み出し、教会の墓地に埋めたと言われている。
1601年にパリのオテル・ド・ヌヴェールで死去した。

## 子女
夫ルドヴィーコとの間に5人の子女をもうけた。
- カトリーヌ（1568年 - 1629年） - 1588年、ロングヴィル公アンリ1世と結婚[1]
- アンリエット（1571年 - 1601年） - 1591年、マイエンヌ公アンリと結婚[1]
- フレデリック（1573年 - 1574年）
- フランソワ（1576年 - 1580年）
- シャルル（カルロ）（1580年 - 1637年） - ヌヴェール公、マントヴァ公、モンフェッラート公